# Аль-Куршуми, Абдалла
Абдалла Аль-Куршуми (араб. عبد الله كرشمي‎; 1932, Бейт Баус, провинция Сана, Йеменское Мутаваккилийское королевство — 26 июля 2007, там же, Йемен) — йеменский государственный деятель, премьер-министр Йеменской Арабской Республики (1969—1970).

## Биография
В 1960 г. получил высшее инженерное образование каирском в Университете Айн-Шамс, с 1960 по 1962 г. работал архитектором.
После свержения монархии (1962) вошел в состав республиканского правительства:
- 1962—1965 гг. — министр общественных работ,
- 1963—1964 и 1967—1968 гг. — министр связи и коммуникаций,
- 1969 г. — министр транспорта.

В 1969—1970 гг. — премьер-министр Йеменской Арабской Республики. Ушел в отставку после возникновения разногласий по поводу бюджета страны на следующий год.
- 1974—1975 гг. — директор Управления автомобильных и шоссейных дорог,
- 1975—1988 гг. — министр общественных работ,
- 1988—1990 гг. — министр транспорта,
- 1990—1994 гг. — министр строительства.